# Antonio Correia de Souza Costa
Antonio Correia de Souza Costa (Rio de Janeiro (estado), 1834 – 1884) foi um médico brasileiro.
Doutorado em medicina pela Faculdade de Medicina do Rio de Janeiro em 1857, defendendo a tese “Da infecção purulenta”. Foi eleito membro da Academia Nacional de Medicina em 1865, com o número acadêmico 98, na presidência de José Pereira Rego.